# Valchava
Valchava est une ancienne commune suisse du canton des Grisons, située dans la région d'Engiadina Bassa/Val Müstair. Elle a fusionné le 1er janvier 2009 avec Fuldera, Lü, Müstair, Santa Maria Val Müstair et Tschierv pour former la commune de Val Müstair. Son ancien numéro OFS est le 3846.

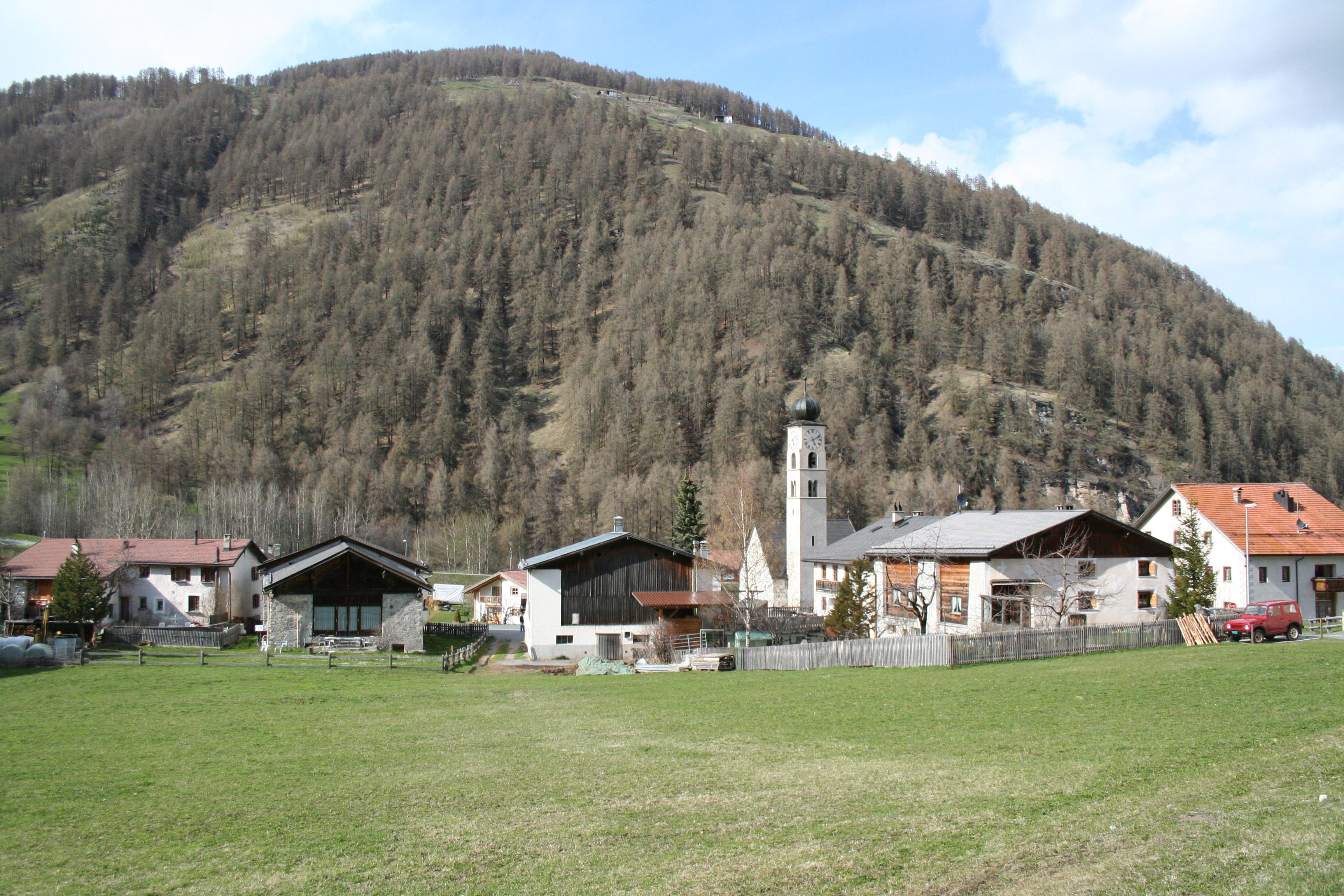
L'église de Valchava.

Vue aérienne par (1954).